# 得能草生
得能 草生（とくのう そうき、2001年11月7日 - ）は北海道出身のプロサッカー選手。JFL・FCティアモ枚方所属。ポジションはフォワード。

## 略歴
中学時代は北海道コンサドーレ札幌の下部組織に所属していた。青森山田高校では3年次に全国高等学校サッカー選手権大会に出場。高校卒業後は仙台大学に進学し、同大サッカー部でプレーした。
2023年2月17日、2024年シーズンからの水戸ホーリーホック加入内定、並びに特別指定選手承認が発表された。2月18日、大学生ながらJ2リーグ開幕戦の清水エスパルス戦で途中出場し、Jリーグデビューを飾った。
2025年、高知ユナイテッドSCに期限付き移籍。
2025年6月5日、JFLのFCティアモ枚方への完全移籍を発表。

## 所属クラブ
- 石狩フットボールクラブ
- コンサドーレ札幌U-15
- 青森山田高校
- 仙台大学
  - 2023年  水戸ホーリーホック（特別指定選手）
- 2024年 - 2025年6月  水戸ホーリーホック
  - 2025年 - 同年6月  高知ユナイテッドSC（期限付き移籍）
- 2025年6月 -  FCティアモ枚方

## 個人成績
| 国内大会個人成績 | 国内大会個人成績 | 国内大会個人成績 | 国内大会個人成績 | 国内大会個人成績 | 国内大会個人成績 | 国内大会個人成績 | 国内大会個人成績 | 国内大会個人成績 | 国内大会個人成績 | 国内大会個人成績 | 国内大会個人成績 |
| 年度             | クラブ           | 背番号           | リーグ           | リーグ戦         | リーグ戦         | リーグ杯         | リーグ杯         | オープン杯       | オープン杯       | 期間通算         | 期間通算         |
| 年度             | クラブ           | 背番号           | リーグ           | 出場             | 得点             | 出場             | 得点             | 出場             | 得点             | 出場             | 得点             |
| 日本             | 日本             | 日本             | 日本             | リーグ戦         | リーグ戦         | リーグ杯         | リーグ杯         | 天皇杯           | 天皇杯           | 期間通算         | 期間通算         |
| ---------------- | ---------------- | ---------------- | ---------------- | ---------------- | ---------------- | ---------------- | ---------------- | ---------------- | ---------------- | ---------------- | ---------------- |
| 2023             | 水戸             | 30               | J2               | 7                | 0                | -                | -                | -                | -                | 7                | 0                |
| 2024             | 水戸             | 30               | J2               | 6                | 0                | 1                | 0                | 2                | 0                | 9                | 0                |
| 2025             | 高知             | 13               | J3               | 0                | 0                | 0                | 0                | 0                | 0                | 0                | 0                |
| 2025             | 枚方             | 27               | JFL              |                  |                  | -                | -                | -                | -                |                  |                  |
| 通算             | 日本             | 日本             | J2               | 13               | 0                | 1                | 0                | 2                | 0                | 16               | 0                |
| 通算             | 日本             | 日本             | J3               | 0                | 0                | 0                | 0                | 0                | 0                | 0                | 0                |
| 通算             | 日本             | 日本             | JFL              |                  |                  | -                | -                | -                | -                |                  |                  |
| 総通算           | 総通算           | 総通算           | 総通算           | 13               | 0                | 1                | 0                | 2                | 0                | 16               | 0                |

- 2023年は特別指定選手

出場歴
- Jリーグ初出場:2023年2月18日 J2第1節 清水エスパルス戦（IAIスタジアム日本平）